# Compsocerus
Genre
Compsocerus est un genre de coléoptères de la famille des Cerambycidae (capricornes) uniquement sud-américain. Il comprend les espèces suivantes :
- Compsocerus barbicornis (en) Audinet-Serville, 1834
- Compsocerus bicoloricornis (en) Schwarzer, 1923
- Compsocerus chevrolati (en) Gounelle, 1910
- Compsocerus deceptor (en) Napp, 1976
- Compsocerus parviscopus (en) (Burmeister, 1865)
- Compsocerus proximus (en) Napp, 1977
- Compsocerus violaceus (White, 1853)